# Worachai Surinsirirat
Worachai Surinsirirat (Thai: วรชัย สุรินทร์ศิริรัฐ, * 26. März 1973 in Surin) ist ein ehemaliger thailändischer Fußballspieler.

## Karriere

### Spieler

#### Verein
Seine Karriere begann für Worachai 1994 beim Traditionsverein FC Raj-Vithi. Im Jahr 2000 wechselte er zu BEC-Tero Sasana, wo er seine größten Erfolge feiern konnte. Mit dem Verein wurde er zweimal Meister und zweimal Vizemeister. Zudem gewann er mit der Mannschaft den thailändischen Verbandspokal im Jahr 2000. 2003 nahm er mit dem Verein an der AFC Champions League teil und erreichte mit ihm das Finale. In beiden Spielen des Finals stand er in der Anfangsformation. Am Ende unterlag man nach Hin- und Rückspiel dem Al Ain Club. Insgesamt lief er 167 Mal für BEC-Tero auf und erzielte dabei 24 Tore. Zum Ende seiner Laufbahn wechselte er 2009 zum FC Chula United.

#### Nationalmannschaft
Mit der Nationalmannschaft Thailands nahm er 2004 an der Endrunde zur Fußball-Asienmeisterschaft 2004 teil. Zudem stand er in der Mannschaft welche 2001 ein Freundschaftsspiel gegen den Liverpool FC absolvierte.

### Trainer
Von 2013 bis 2015 trainierte er den Zweitligisten BBCU FC aus Bangkok. Als Interimstrainer war er in der Saison 2017 für den Club verantwortlich. Den Zweitligisten Thai Honda FC trainierte er von 2018 bis 2019. Seit 2020 steht er beim Zweitligisten Sisaket FC aus Sisakt unter Vertrag.

## Auszeichnungen und Erfolge

### Erfolge als Spieler

#### BEC Tero Sasana
- AFC-Champions-League-Finalist 2003
- Thai Premier League: 2000, 2001/02 Vizemeister 2002/03 und 2003/04
- Thailand FA Cup: 2000

#### Nationalmannschaft
- Endrunde der Fußball-Asienmeisterschaft 2004